# 長生院 (浅野長政正室)
長生院（ちょうせいいん）は、戦国時代から江戸時代にかけての女性、尼僧。浅野長政の正室。名は「やや（良々）」または「お祢々」、末津姫（まつひめ）など。晩年は出家して宗玉と名乗る。

## 略歴
通説では、父は杉原定利で、母は朝日殿（杉原家利の娘）とされ、姉ねねとともに、浅野長勝とその後妻で（ややの叔母にあたる）七曲殿の養女となり、ややが安井重継の子長政（長吉）の妻となって、これを浅野家の婿養子として迎え入れたとされる。しかし杉原氏、木下氏の系図にややに関する記述がなく、別に浅野氏の系図には、ややの父は浅野長勝で、母はその先妻の勝福院（樋口美濃守の娘）であると記述するものがあり、ややは長勝の実の娘で、ねねとは義理の姉妹だったとする説がある。
兄弟姉妹に、ねね（豊臣秀吉の正室・高台院）、木下家定、くま（長慶院、三折全友室）がいる。長政との間には浅野幸長、浅野長晟、浅野長重、豊姫（杉原長房室）、女（堀親良室）、智相院（松平定綱室）をもうけた。
慶長16年（1611年）、長政（伝正院殿）の死後は出家して、一宝宗玉と号した（長生院は諡号）。また、長重領の真岡2万石のうち3千石を隠居料とした。
慶長18年（1613年）、長男幸長にも先立たれる。この際、幸長に男子がいなかったため、世継ぎ争いとなり、三男長重に遺領を継がせるように希望したが、結局、次男長晟が継いだ。
元和2年（1616年）江戸にて死去。葬儀の際に徳川義直より銀100枚が贈呈された。墓は、夫と同じく天目山伝正寺にある。戒名は長生院殿一宝宗玉大姉。

## 関連作品
テレビドラマ
- 『太閤記』（1965年、NHK大河ドラマ、演：本間千代子）
- 『亭主の好きな柿8年』（1970年、NET、演：吉沢京子）
- 『大坂城の女』（1970年、KTV、演：京町一代）
- 『新書太閤記』（1973年、NET、演：岡崎友紀）
- 『おんな太閤記』（1981年、NHK大河ドラマ、演：浅茅陽子）
- 『利家とまつ〜加賀百万石物語〜』（2002年、NHK大河ドラマ、演：林真里花）
- 『功名が辻』（2006年、NHK大河ドラマ、演：真由子）
- 『寧々〜おんな太閤記』（2009年、TX、演：星野真里）